# 마이 세텔링
마이 세텔링(Mai Zetterling, 1925년 5월 24일 ~ 1994년 3월 17일)은 스웨덴의 배우, 영화 감독이다.

## 출연 작품
- 마녀와 루크 (1990)
- 스크러버스 (1982)
- 8인의 시선 (1973)
- 걸즈 (1968)
- 나이트 게임 (1966)
- 러빙 커플 (1964)
- 27인의 표류자 (1957)
- 황금의 보수 (1955)
- 스파이 소동 (1954)
- 링어 (1952)
- 더 로스트 피플 (1949)
- 4중주 (1949)
- 음악은 나의 미래 (1948)
- 고통 (1944)